# Arne Weverling

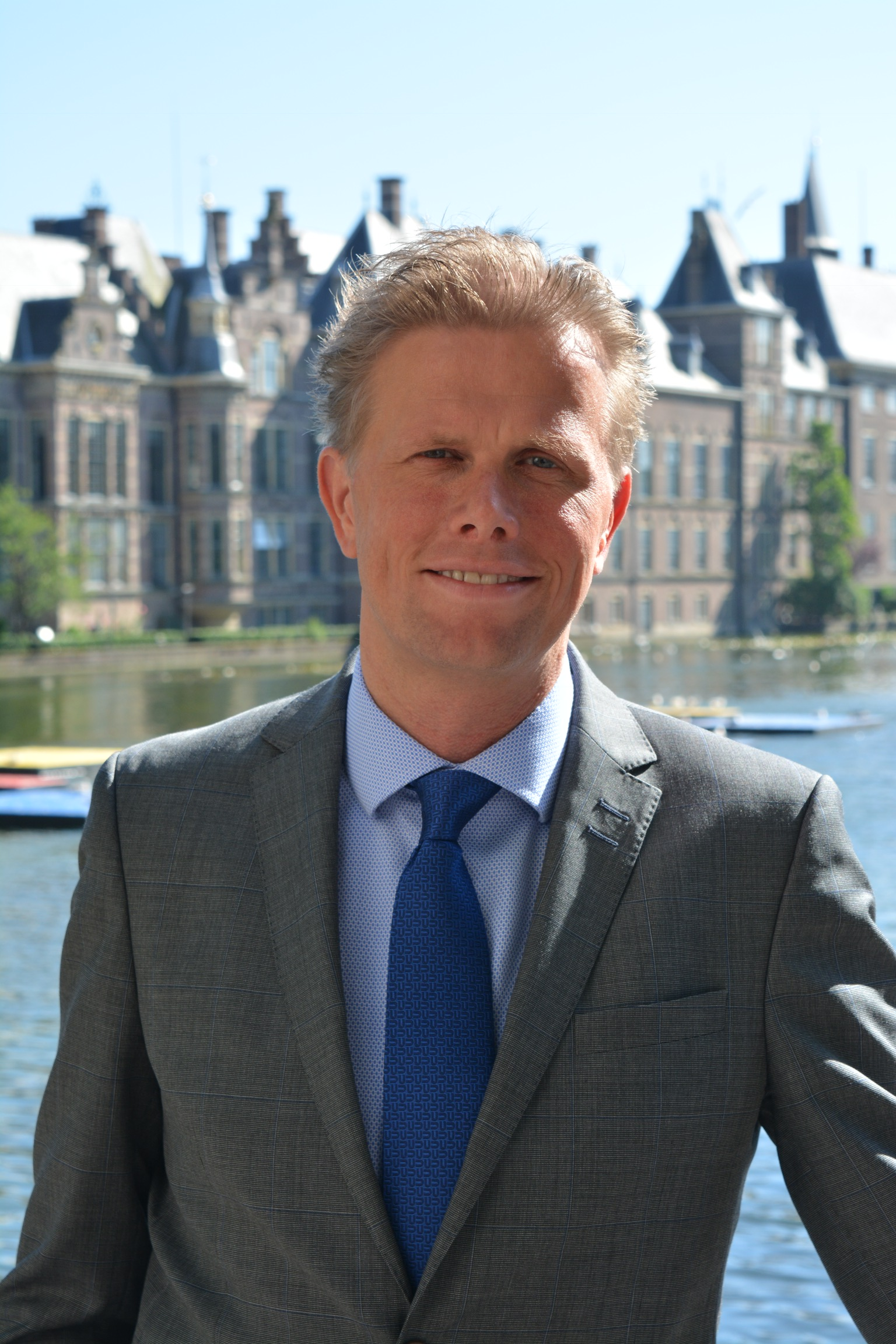
Arne Weverling

Arne Weverling (nascido em 30 de agosto de 1974, em Haia) é um político holandês. Como membro do Partido Popular para a Liberdade e Democracia (VVD), ele é MP desde 23 de março de 2017.